# Реда Катеб
Реда́ Кате́б (фр. Reda Kateb; нар. 27 липня 1977, Іврі-сюр-Сен, Франція) — французький актор алжирського походження. Лауреат премії «Сезар» 2015 року .

## Біографія та кар'єра
Реда Катеб народився 27 липня 1977 року в Іврі-сюр-Сен, департемент Валь-де-Марн у Франції. Його батько — Малек-Еддін Катеб — алжирський театральний та кіноактор, що емігрував до Франції. Мати — медсестра з чеськими й італійськими коренями.
Реда Катеб — внучатий племінник поета і письменника Катеба Ясіна та алжирського театрального актора Мустафи Катеба.
Уперше Реда Катеб вийшов на театральну сцену у 8-річному віці, грав як у класичних постановках, так і в сучасних п'єсах.
У 2008 році знявся у невеликій ролі в серіалі «Спіраль», де був помічений відомим режисером Жаком Одіаром, який запропонував йому роль у своєму новому фільмі «Пророк», де Катеб виконав помітну роль другого плану. Потім були зйомки у фільмі Леа Фенер «Нам би лише день вистояти», де робота Реди Катеба отримала схвальні відгуки критиків. У 2010 році змінив амплуа, знявшись у комедії «Босоніж по слизняках» разом з Даян Крюгер та Людівін Сеньє.
У 2013 році реда Катеб виконав роль терориста, у якого ЦРУ вириває інформацію про Аль-Каїду у фільмі «Ціль номер один» режисерки Катрін Біґелоу. Взагалі у цьому році актор знявся у 7 повнометражних художніх фільмах як у Франції, так і у США.
У 2014 році Реда Катеб виконав одну з головних ролей у фільмі Томаса Лілті «Гіппократ», де партнерами актора по знімальному майданчику були Венсан Лакост та Жак Гемблін. За роботу у цьому фільму Реда Катеб отримав у 2015 році премію «Сезар» за найкращу чоловічу роль другого плану та Приз Патріка Девара.
У 2015 році дебютував як режисер короткометражною стрічкою «Pitchoune», яка була представлена у двотижневий секції режисерів 68-го Каннського кінофестивалю.
Від січня 2014 року Реда Катеб є кавалером французького Ордена мистецтв та літератури.

## Фільмографія (вибіркова)
| Рік       |    | Українська назва             | Оригінальна назва                        | Роль                   |
| --------- | -- | ---------------------------- | ---------------------------------------- | ---------------------- |
| 2003      | кф |                              | Nif                                      |                        |
| 2005—2012 | с  | Спіраль                      | Engrenages                               | Азіз                   |
| 2006      | с  | Мафіоза                      | Mafiosa                                  | Надер                  |
| 2009      | ф  | Пророк                       | Un prophète                              | Жорді                  |
| 2009      | ф  | Нам би лише день вистояти... | Qu'un seul tienne et les autres suivront | Стефан                 |
| 2010      | ф  | Босоніж по слизняках         | Pieds nus sur les limaces                | Себ                    |
| 2010      | кф | У голову Берти Бокскар       | Sur la tête de Bertha Boxcar             |                        |
| 2011      | тф | Раз, два, три, злодії        | 1, 2, 3, voleurs                         | капітан Мартен         |
| 2011      | тф | Острів скарбів               | Treasure Island                          | Давид Дюжон            |
| 2012      | ф  | Повернення додому            | À moi seule                              | Вінсент Майлар         |
| 2012      | ф  | Три світи                    | Trois mondes                             | Френк                  |
| 2012      | ф  | Хроніки дитячого майданчика  | Chroniques d'une cour de récré           | продавець 3D-окулярів  |
| 2012      | ф  | Ціль номер один              | Zero Dark Thirty                         | Аммар                  |
| 2012      | кф | Цей шлях переді мною         | Ce chemin devant moi                     | старший син            |
| 2012      | ф  | Світ належить нам            | Le monde nous appartient                 | Золтан                 |
| 2013      | ф  | Історія кохання              | Une histoire d'amour                     | Le voisin dans l'avion |
| 2013      | ф  | Хлопці, Ґійоме, до столу!    | Les garçons et Guillaume, à table!       | Карім                  |
| 2013      | ф  | Паризький відлік             | Le jour attendra                         | Вілфрід                |
| 2013      | ф  | Маленькі принци              | Les petits princes                       | Реза                   |
| 2013      | ф  | Північний вокзал             | Gare du Nord                             | Ісмаель                |
| 2014      | ф  | Риболовля без сіток          | Fishing Without Nets                     | Віктор                 |
| 2014      | ф  | Хто там                      | Qui vive                                 | шериф Арезкі           |
| 2014      | ф  | Гіппократ                    | Hippocrate                               | Абдель                 |
| 2014      | ф  | Далеко від людей             | Loin des hommes                          | Мохамед                |
| 2014      | ф  | Опір повітря                 | La résistance de l'air                   | Вінсент                |
| 2014      | ф  | Як упіймати монстра          | Lost River                               | водій                  |
| 2015      | ф  | Зупиніть мені тут            | Arrêtez-moi là                           | Самсон                 |
| 2015      | ф  | Білі лицарі                  | Les chevaliers blancs ... Ксав'є         |                        |
| 2015      | ф  | Астрагал                     | L'astragale                              | Жульєн                 |
| 2016      | ф  | Прекрасні дні в Аранхуесі    | Les Beaux Jours d'Aranjuez               | чоловік                |
| 2017      | ф  | Джанго                       | Django                                   | Джанго Рейнхардт       |

## Визнання

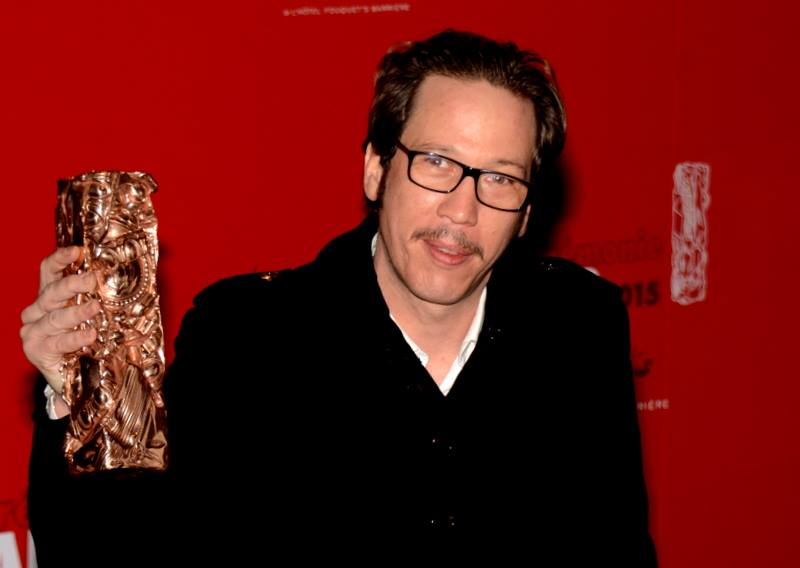
Реда Катеб на врученні Сезара у 2015 р.

| Рік                                         | Категорія                        | Фільм               | Результат |  |
| ------------------------------------------- | -------------------------------- | ------------------- | --------- |  |
| Кінофестиваль франкомовних фільмів у Намюрі |                                  |                     |           |  |
| 2015                                        | Золотий Байярд найкращому актору | Північний вокзал    | Перемога  |  |
| 2015                                        | Найкращий актор другого плану    | Гіппократ           | Перемога  |  |
| Кришталевий глобус                          |                                  |                     |           |  |
| 2015                                        | Найкращий актор                  | Гіппократ           | Номінація |  |
|                                             |                                  |                     |           |  |
| 2015                                        | Приз Патріка Девара              | Приз Патріка Девара | Перемога  |  |
| Кінофестиваль у Кабурі                      |                                  |                     |           |  |
| 2017                                        | «Золотий Сван» найкращому актору | Джанго              | Перемога  |  |
| Премія «Люм'єр»                             |                                  |                     |           |  |
| 2018                                        | Найкращий актор                  | Джанго              | Номінація |  |
| Премія «Сезар»                              |                                  |                     |           |  |
| 2018                                        | Найкращий актор                  | Джанго              | Номінація |  |